# Ludwig Genzel
Ludwig Genzel  (* 17. Februar 1922 in Bad Nauheim; † 27. Januar 2003 in Stuttgart) war ein deutscher Physiker, der sich mit Festkörperphysik befasste und ein Pionier der Infrarotphysik war.
Nach dem Notabitur 1940 leistete er Arbeits- und Wehrdienst und studierte ab 1947 in Frankfurt am Main Physik mit dem Diplom 1949. 1951 wurde er bei Marianus Czerny promoviert (Dissertation: Messung der Temperaturabhängigkeit der optischen Konstanten im Ultraroten), war in Frankfurt Assistent und habilitierte sich 1955. Nachdem er für ein Jahr mit einem Stipendium an der Ohio State University (1959/60) war, wurde er 1960 Professor für Experimentalphysik an der Albert-Ludwigs-Universität Freiburg und 1969 wurde er der erste Direktor des neugegründeten Max-Planck-Institut für Festkörperforschung in Stuttgart. 1990 wurde er emeritiert.
Genzel erweiterte den Bereich der Infrarotspektroskopie (vom nahen ins ferne Infrarot) in der Nachfolge von Heinrich Rubens und seinem Lehrer Czerny. Anfang der 1960er Jahre führte er die Infrarotspektroskopie in den Millimeter-Wellenlängenbereich und entwickelte 1961 das erste Fabry-Pérot-Interferometer für fernes Infrarot mit Metallgittern als Spiegel und um 1960 das erste Rapid Scan Interferometer für fernes Infrarot, mit dem er Fourierspektroskopie in diesem Wellenlängenbereich betrieb. Danach entwickelte er Michelson-Interferometer für fernes Infrarot mit digitaler Fourieranalyse. Eines seiner Interferometer (Genzel-Interferometer) fand weite Verbreitung und wurde von der Firma Bruker Optik in Ettlingen hergestellt.
Er war Ende der 1960er Jahre wesentlich am Aufbau der Festkörperphysik in Deutschland beteiligt, die damals international etwas zurückgeblieben war. Mit Heinz Bilz wandte er die Infrarotspektroskopie auf Festkörper an und zeigte die Bedeutung von Phononen in den optischen Eigenschaften von Ionenkristallen. Genzel untersuchte auch Mikrokristalle, biologische Makromoleküle (Proteine, DNA) und Hochtemperatursupraleiter.
1977 wurde er Mitglied der Heidelberger Akademie der Wissenschaften und 1984 wurde er zum Mitglied der Leopoldina gewählt.
Alle zwei Jahre wird der Ludwig Genzel Preis für Festkörperspektroskopie auf der International Conference on Low Energy Excitations in Solids (LEES)  verliehen, gesponsert von Bruker und mit 4000 Euro dotiert.
Er ist der Vater des Nobelpreisträgers Reinhard Genzel.

## Schriften
- Herausgeber:  Die feste Materie: Atome und Elektronen im Festkörper; 14 Wissenschaftler berichten über den heutigen Stand der Forschung, Umschau Verlag 1973

- Er war Mitherausgeber von Band 25 des Handbuch der Physik (Licht und Materie).